# اوزلووایا

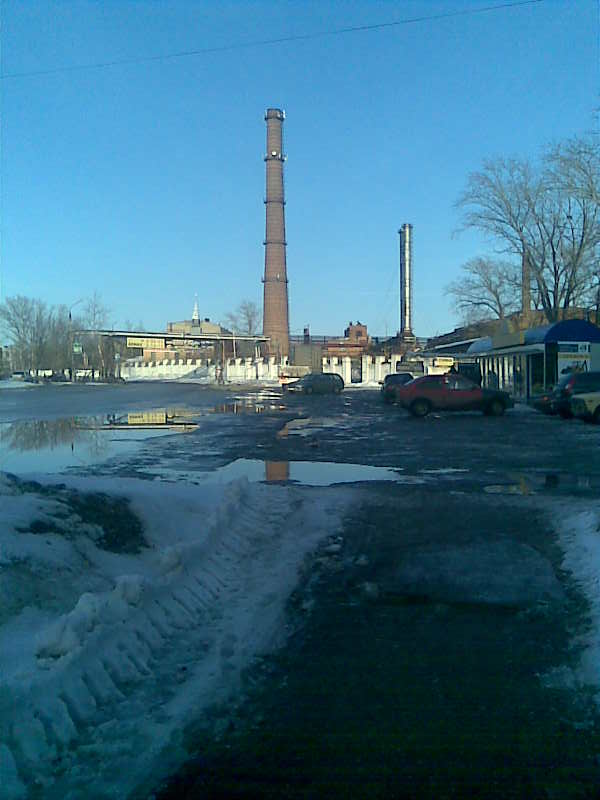

شهر اوزلووایا (به روسی: Узловая) در کشور روسیه و در اوبلاست تولا واقع شده‌است.